# Valeria Ugazio
Valeria Ugazio (Novara, 29 marzo 1949) è una psicologa italiana.
Psicoterapeuta sistemico-relazionale e docente, è autrice di volumi e articoli sul tema.

## Biografia
Dopo la laurea, si è specializzata in Psicologia presso l'Università Cattolica del Sacro Cuore di Milano, dove è stata allieva di Mara Selvini Palazzoli e ha aderito alle idee proposte dal "Milan Approach".
Ha frequentato, presso il “Centro Milanese di Terapia Familiare” diretto da Luigi Boscolo e Gianfranco Cecchin, il primo corso della scuola in psicoterapia sistemica. Di quest'ultima è staa successivamente docente dal 1982 al 1992. Con Mario Anolli ha tenuto l'insegnamento di psicoterapia nell'anno accademico 1982/83 presso la scuola di specializzazione in psicologia dell'Università Cattolica di Milano.
Distaccandosi successivamente dagli assunti che caratterizzavano il “Milan Approach”, nella seconda metà degli anni ottanta è entrata in contatto con il modello psicopatologico di Vittorio Guidano e il cognitivismo costruttivista. Il modello proposto da Valeria Ugazio condivide con il Cognitivismo post-razionalista l'idea che la psicopatologia sia una scienza del significato e che le organizzazioni psicopatologiche presentino modi peculiari di organizzare il significato che si fondano su specifiche emozioni. Il pensiero si inquadra nelle psicoterapie relazionali, ed è caratterizzato dall'importanza attribuita al "sistema-famiglia" e al singolo. In tale modello trova spazio la "Teoria delle polarità semantiche”. Secondo tale modello, all'interno di un particolare “universo di significati” che predomina in una famiglia, ciascun individuo sarebbe chiamato a “occupare” all'interno di uno “spazio conversazionale” una particolare “posizione” rispetto alla semantica critica. Tale posizione lo differenzia dagli altri membri e ne può chiarire il tipo di psicopatologia. Per ciascuna psicopatologia descritta sono poi proposti specifici percorsi di cura.
Nel 1998 ha pubblicato Storie permesse e storie proibite.
Nel 1999 ha fondato l'European Institute of Systemic-relational Therapies (E.I.S.T.), scuola di specializzazione nelle psicoterapie sistemiche individuali, di coppia e familiari.
Nel 2012 ha pubblicato una edizione aggiornata e rivista di Storie permesse e storie proibite, che l'anno successivo è pubblicata negli Stati Uniti da Routledge.
Ha insegnato in diverse università italiane, tra cui l'Università Ca' Foscari di Venezia, l'Università degli Studi di Torino, le università di Milano Bicocca e Cattolica, e da ultimo all'Università degli Studi di Bergamo, come docente ordinario di Psicopatologia presso il Dipartimento di Scienze Umane e Sociali. È membro del comitato scientifico di alcune riviste tra le quali: "Terapia familiare", "Psicoterapia", "Connessioni", "Human Systems. The Journal of Systemic Consultation" e “Journal of Constructivist Psychology”.

## Pubblicazioni
- Valeria Ugazio, (a cura di) La Costruzione della conoscenza, 1997. Milano. Franco Angeli.
- Valeria Ugazio, Storie permesse, storie proibite", 1998. Torino. Bollati Boringhieri
- Valeria Ugazio, Historias Permitidas, Historias Prohibidas, trad. Laia Villegas Torras, 2001. Barcelona. Paidos Iberica.
- Valeria Ugazio, Semantic Polarities and Psychopathologies in the Family", trad. Richard Dixon, 2013. New York. Routledge.